# Schleberoda
Schleberoda este o comună în Saxonia-Anhalt, Germania